# Zardón
Zardón es una parroquia del concejo de Cangas de Onís, en el Principado de Asturias. En ella nace el Río Zardón, que desemboca en el Río Sella en Margolles.

## Entidades de población
La parroquia cuenta con las siguientes entidades de población (entre paréntesis la toponimia asturiana oficial en asturiano y la población según el Instituto Nacional de Estadística y la Sociedad Asturiana de Estudios Económicos e Industriales):
- Busto - Vela, aldea (Gustevela)
- Igena, aldea (Ixena)
- Santianes de Ola, aldea (Santianes d'Ola)
- Zardón, aldea

## Población
En 2020 contaba con una población de 81 habitantes (INE, 2020) repartidos en un total de 39 viviendas (INE, 2010).